# Dicranota (Rhaphidolabis) major
Dicranota (Rhaphidolabis) major is een tweevleugelige uit de familie Pediciidae. De soort komt voor in het Nearctisch gebied.